# Distel Zola
Distel Zola (* 5. Februar 1989 in Paris) ist ein französisch-kongolesischer Fußballspieler.

## Karriere

### Verein
Zola durchlief die Nachwuchsabteilungen von Champigny-sur-Marne, US Alfortville und AS Monaco. Bei Letzterem startete er auch 2010 seine Profikarriere. Nach einer Spielzeit ohne Pflichtspieleinsatz lieh ihn sein Verein für eine Saison an Stade Laval aus. Am Ende der Saison 2010/11 verließ Zola Monaco und wechselte zu AS Nancy. Hier setzt man ihn eine Halbzeit in der Profimannschaft ein und lieh ihn für die Rückrunde an Le Havre AC aus. Nach Saisonablauf holte ihn dann dieser Klub samt Ablöse. In der Sommertransferperiode verpflichtete ihn dann LB Châteauroux. 
Zur Saison 2015/16 wechselte Zola die türkische TFF 1. Lig zu Samsunspor und spielte hier zwei Spielzeiten lang.

### Nationalmannschaft
Zola durchlief von der französischen U-16-Nationalmannschaft beginnend bis zur U-19-Nationalmannschaft alle Jugendnationalmannschaften Frankreichs. 2011 entschied er sich aber dann dafür, fortan für die Nationalmannschaft der Demokratischen Republik Kongo zu spielen und debütierte im gleichen Jahr für diese Auswahl.